# Komunistyczna Partia Czech i Moraw

Flaga KSČM

Komunistyczna Partia Czech i Moraw (cz. Komunistická strana Čech a Moravy, KSČM) – partia komunistyczna działająca w Czechach. Partia zajmuje stanowisko narodowo-komunistyczne i eurosceptyczne.

## Historia
Partia powstała 31 marca 1990 jako organizacja terytorialna Komunistycznej Partii Czechosłowacji. Przewodniczącym został Jiří Svoboda. Początkowo działała w ramach federacji ze swoim słowackim odpowiednikiem – Komunistyczną Partią Słowacji. Gdy jednak ta ostatnia przekształciła się w Partię Lewicy Demokratycznej, federacja rozpadła się. Próby przekształcenia partii w ugrupowanie o charakterze socjaldemokratycznym nie powiodły się – na początku 1992 w wewnątrzpartyjnym referendum ponad 75% członków opowiedziało się za pozostawieniem w nazwie ugrupowania przymiotnika „komunistyczny”. W latach 1992–1993 od partii odłączyło się kilka pomniejszych ugrupowań, w tym stronnicy Miroslava Štěpána, oskarżający KSČM o „zbytnią uległość wobec kapitalistycznych realiów”. W czerwcu 1993 nowym przewodniczącym KSČM został Miroslav Grebeníček. Przez wszystkie lata działalności KSČM była jako kontynuatorka KSČ izolowana przez inne ugrupowania podczas tworzenia koalicji rządowych. 1 października 2005 nowym liderem partii został Vojtěch Filip. Wybory samorządowe i senackie w 2012 roku okazały się dla partii sukcesem. Komuniści zajęli drugie miejsce w skali kraju, wygrywając wybory lokalne w dwóch krajach uzyskując przy tym 68 mandatów i 12 senatorów.

## Struktura
Partia liczy ponad 100 000 członków. Najwyższym organem jest Zjazd, zwoływany co 4 lata. Między zjazdami najwyższą władzę stanowi Rada Centralna, licząca 94 członków. W terenie działa 14 Rad Krajowych.

## Poparcie
| Wybory | Poparcie | Zmiana punktów procentowych | Mandaty (Sejm) | Zmiana | Uwagi                                                   |
| ------ | -------- | --------------------------- | -------------- | ------ | ------------------------------------------------------- |
| 1992   | 14,1%    | -                           | 35             | -      |                                                         |
| 1996   | 10,33%   | 3,77                        | 22             | 13     |                                                         |
| 1998   | 11,03%   | 0,7                         | 24             | 2      |                                                         |
| 2002   | 18,51%   | 7,48                        | 41             | 17     |                                                         |
| 2006   | 12,81%   | 5,7                         | 26             | 15     |                                                         |
| 2010   | 11,27%   | 1,54                        | 26             | -      |                                                         |
| 2013   | 14,91%   | 3,64                        | 33             | 7      | z powodu rozwiązania rządu, wybory odbyły się wcześniej |
| 2017   | 7,76%    | 7,15                        | 15             | 18     |                                                         |
| 2021   | 3,60%    | 4,16                        | 0              | 15     |                                                         |

| Wybory | Poparcie | Zmiana punktów procentowych | Mandaty | Zmiana | L. miejsc dla Czech |
| ------ | -------- | --------------------------- | ------- | ------ | ------------------- |
| 2004   | 20,26%   | -                           | 6       | -      | 24                  |
| 2009   | 14,18%   | 6,08                        | 4       | 2      | 22                  |
| 2014   | 10,98%   | 3,2                         | 3       | 1      | 21                  |
| 2019   | 6,94%    | 4,04                        | 1       | 2      | 21                  |